# 杨友斌
杨友斌（1968年 —），男，汉族，中华人民共和国政治人物，中国人民解放军少将。曾任中华人民共和国退役军人事务部党组成员、副部长。现任中央军委政治工作部主任助理。

## 生平
2022年3月，任退役军人事务部副部长。
2025年8月，国务院免去杨友斌的退役军人事务部副部长职务。